# Columbus (Montana)
Columbus és una població dels Estats Units a l'estat de Montana. Segons el cens del 2000 tenia 1.748 habitants.

## Demografia
Segons el cens del 2000, Columbus tenia 1.748 habitants, 709 habitatges, i 455 famílies. La densitat de població era de 557,8 habitants per km².
Dels 709 habitatges en un 33,3% hi vivien nens de menys de 18 anys, en un 54% hi vivien parelles casades, en un 7,1% dones solteres, i en un 35,7% no eren unitats familiars. En el 31% dels habitatges hi vivien persones soles el 12,6% de les quals corresponia a persones de 65 anys o més que vivien soles. El nombre mitjà de persones vivint en cada habitatge era de 2,37 i el nombre mitjà de persones que vivien en cada família era de 2,98.
Per edats la població es repartia de la següent manera: un 26,7% tenia menys de 18 anys, un 5,9% entre 18 i 24, un 28,2% entre 25 i 44, un 22,5% de 45 a 60 i un 16,6% 65 anys o més.
L'edat mediana era de 38 anys. Per cada 100 dones de 18 o més anys hi havia 91,5 homes.
La renda mediana per habitatge era de 33.750 $ i la renda mediana per família de 46.103 $. Els homes tenien una renda mediana de 37.750 $ mentre que les dones 20.417 $. La renda per capita de la població era de 17.689 $. Aproximadament el 9,8% de les famílies i el 13,6% de la població estaven per davall del llindar de pobresa.

## Poblacions més properes
El següent diagrama mostra les poblacions més properes.